# Шелбі (Монтана)
Шелбі (англ. Shelby) — місто (англ. city) в США, в окрузі Тул штату Монтана. Населення — 3169 осіб (2020).

## Географія
Шелбі розташоване за координатами 48°29′53″ пн. ш. 111°51′28″ зх. д. / 48.49806° пн. ш. 111.85778° зх. д. (48.498119, -111.857888).  За даними Бюро перепису населення США в 2010 році місто мало площу 16,00 км², з яких 15,61 км² — суходіл та 0,40 км² — водойми.

### Клімат
| Клімат : Шелбі                                             | Клімат : Шелбі | Клімат : Шелбі | Клімат : Шелбі | Клімат : Шелбі | Клімат : Шелбі | Клімат : Шелбі | Клімат : Шелбі | Клімат : Шелбі | Клімат : Шелбі | Клімат : Шелбі | Клімат : Шелбі | Клімат : Шелбі | Клімат : Шелбі |
| Показник                                                   | Січ.           | Лют.           | Бер.           | Квіт.          | Трав.          | Черв.          | Лип.           | Серп.          | Вер.           | Жовт.          | Лист.          | Груд.          | Рік            |
| Абсолютний максимум, °C                                    | 18,3           | 22,2           | 26,1           | 31,1           | 33,9           | 38,3           | 39,4           | 40,6           | 37,2           | 32,8           | 27,8           | 22,2           | 40,6           |
| Середній максимум, °C                                      | 1,1            | 2,8            | 7,2            | 13,3           | 18,3           | 22,2           | 27,2           | 26,7           | 20,6           | 13,9           | 5,6            | 0,6            | 13,3           |
| Середній мінімум, °C                                       | −11,7          | −10,6          | −6,1           | −1,7           | 3,9            | 7,8            | 10,6           | 9,4            | 4,4            | −0,6           | −6,7           | −11,7          | −1             |
| Абсолютний мінімум, °C                                     | −41,1          | −42,8          | −35,6          | −28,3          | −12,8          | −2,8           | −0,6           | −3,9           | −17,8          | −26,7          | −35,6          | −43,3          | −43,3          |
| Норма опадів, мм                                           | 8              | 9              | 17             | 29             | 53             | 60             | 30             | 31             | 29             | 15             | 11             | 9              | 303            |
| ---------------------------------------------------------- | -------------- | -------------- | -------------- | -------------- | -------------- | -------------- | -------------- | -------------- | -------------- | -------------- | -------------- | -------------- | -------------- |
| Джерело: The Weather Channel (Historical Monthly Averages) |                |                |                |                |                |                |                |                |                |                |                |                |                |

## Демографія
Згідно з переписом 2010 року, у місті мешкало 3376 осіб у 1245 домогосподарствах у складі 717 родин. Густота населення становила 211 особа/км².  Було 1371 помешкання (86/км²).
Расовий склад населення:
| - 89,5 % — білих - 6,5 % — корінних американців - 0,8 % — чорних або афроамериканців - 0,5 % — азіатів |

До двох чи більше рас належало 1,9 %. Частка іспаномовних становила 3,0 % від усіх жителів.
За віковим діапазоном населення розподілялося таким чином: 18,9 % — особи молодші 18 років, 67,5 % — особи у віці 18—64 років, 13,6 % — особи у віці 65 років та старші. Медіана віку мешканця становила 40,3 року. На 100 осіб жіночої статі у місті припадало 139,6 чоловіків;  на 100 жінок у віці від 18 років та старших — 149,2 чоловіків також старших 18 років.
Середній дохід на одне домашнє господарство  становив 48 332 долари США (медіана — 44 119), а середній дохід на одну сім'ю — 53 325 доларів (медіана — 49 500). Медіана доходів становила 44 185 доларів для чоловіків та 24 125 доларів для жінок. За межею бідності перебувало 16,4 % осіб, у тому числі 26,7 % дітей у віці до 18 років та 12,0 % осіб у віці 65 років та старших.
Цивільне працевлаштоване населення становило 1329 осіб. Основні галузі зайнятості: мистецтво, розваги та відпочинок — 18,7 %, освіта, охорона здоров'я та соціальна допомога — 17,3 %, роздрібна торгівля — 11,7 %, будівництво — 10,9 %.